# Schweinfurt
Schweinfurt este un oraș din regiunea administrativă Franconia Inferioară, landul Bavaria, Germania. Orașul are, administrativ, statut de district urban, este deci un oraș-district (în germană kreisfreie Stadt), oraș care nu ține de vreun district rural.

## Personalități născute aici
- Iudita de Schweinfurt (1003 - 1058), ducesă de Boemia;
- Günter Bernard (n. 1939), fotbalist;
- Roxana Varga (n. 1992), handbalistă română.

## Galerie de imagini

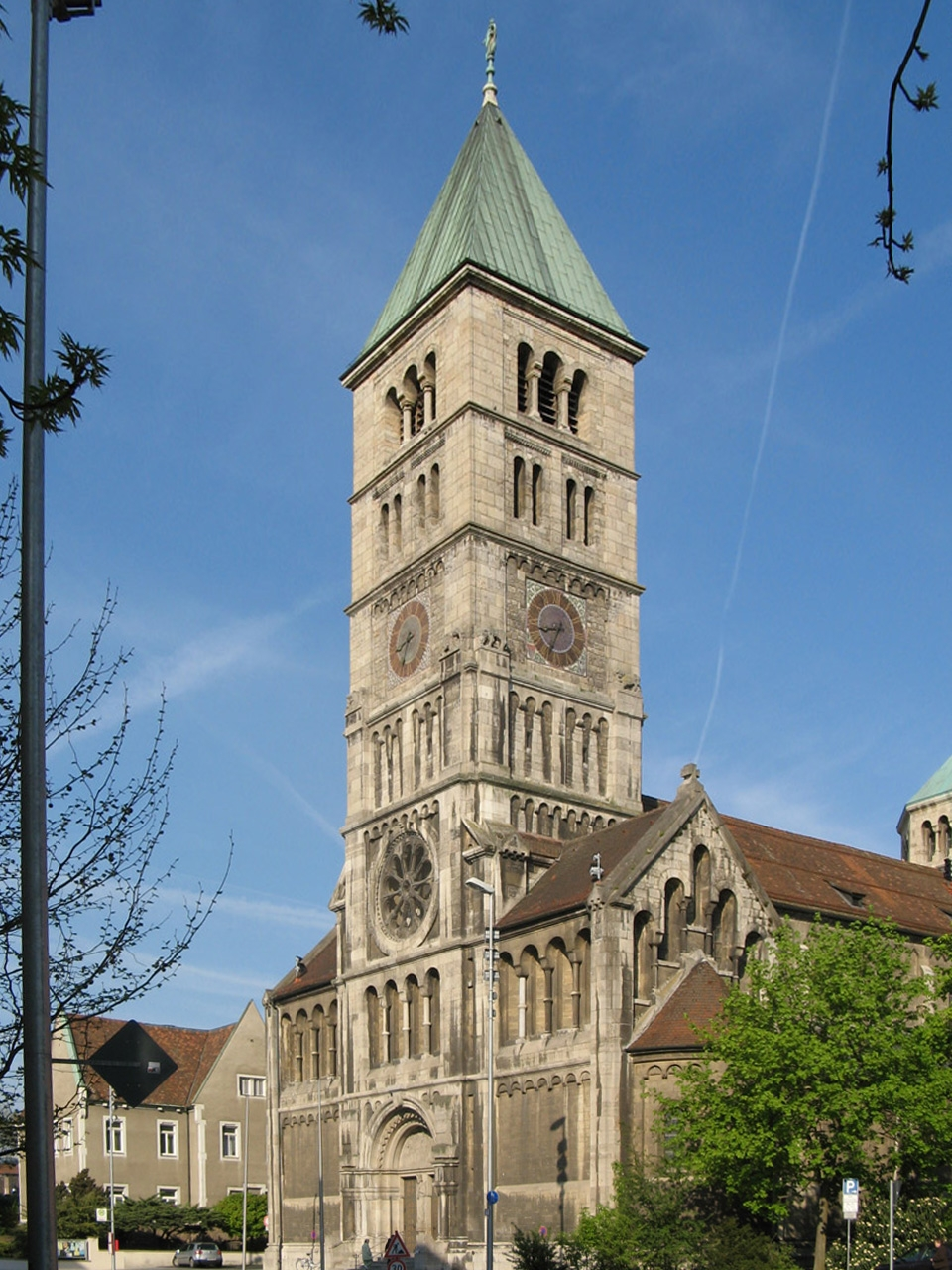
Biserica "Sf.Spirit" din Schweinfurt

1. ↑  Bundesgesetzblatt, 27 septembrie 2004, p. 2350
2. ↑  Alle politisch selbständigen Gemeinden mit ausgewählten Merkmalen am 31.12.2018 (4. Quartal) (în germană), Statistisches Bundesamt[*], arhivat din original la 10 martie 2019, accesat în 10 martie 2019
3. ↑   https://www.schweinfurt.de/rathaus-politik/stadt/zahlen-daten-und-fakten/1183.Geographische-Daten.html, accesat în 14 august 2023 Lipsește sau este vid: |title= (ajutor)